# 존 리로이 켈리
존 리로이 켈리(영어: John Leroy Kelley, 1916~1999)는 미국의 수학자이다. 일반위상수학과 함수해석학에 공헌하였다.

## 생애
1916년 12월 6일 캔자스주에서 태어났다. 1936년에 캘리포니아 대학교 로스앤젤레스에서 학사 학위를, 1937년에 석사 학위를 수여받았고, 1940년에 버지니아 대학교에서 박사 학위를 수여받았다.
1942년~1945년 동안 미국 메릴랜드주 애버딘의 미국 육군 연구소에서 제2차 세계 대전을 위하여 군 관련 연구를 진행하였다. 전후 1946년~1947년에 시카고 대학교에서 가르쳤으며, 이후 캘리포니아 대학교 버클리의 교수가 되었다.
1950년에 매카시즘의 일환으로 캘리포니아 대학교는 모든 대학 교수에게 반공 충성 맹세에 서명하는 것을 강요하였다. 켈리를 비롯한 29명의 캘리포니아 대학교 버클리 교수들은 이를 거부하였고, 강제로 해고되었다. 1953년에 캘리포니아 대법원은 이를 위헌으로 판결하였고, 켈리는 다시 버클리에 복직하였다. 켈리는 또한 베트남 전쟁을 반대하였다.
1999년 11월 26일에 캘리포니아주 버클리에서 사망하였다.

## 저서
- Kelley, John L. (1975). 《General topology》. Graduate Texts in Mathematics (영어) 27 2판. Springer. ISBN 0-387-90125-6. ISSN 0072-5285. Zbl 0306.54002.
- Kelley, John L.; Dubisch, Roy; Taylor, Scoot (1960). 《Introduction to Modern Algebra》 (영어). Van Nostrand.
- Kelley, John L.; Namioka, Isaac (1963). 《Linear Topological Spaces》 (영어). Van Nostrand.
- Kelley, John L.; Richert, Donald (1970). 《Elementary Mathematics for Teachers》 (영어).